# Ali Şeýhow
Ali Samirowiç Şeýhow (ur. 12 marca 1991) – turkmeński zapaśnik walczący w stylu klasycznym. Srebrny medalista halowych igrzysk azjatyckich w 2017 roku.